# Andrà tutto bene (singolo Nesli)
Andrà tutto bene è un singolo del cantautore italiano Nesli, pubblicato il 28 novembre 2014 come primo estratto dall'album omonimo.

## Video musicale
Il videoclip, diretto da Marco Salom, è stato anticipato dalla relativa anteprima, resa disponibile per la visione a partire dal 21 novembre 2014 attraverso il canale YouTube del cantante.

## Tracce
Download digitale
1. Andrà tutto bene – 3:23